# Chrysobothris costaricana
Chrysobothris costaricana es una especie de escarabajo del género Chrysobothris, familia Buprestidae. Fue descrita científicamente por Obenberger en 1917.